# Komisja Śledcza do zbadania prawidłowości prywatyzacji Powszechnego Zakładu Ubezpieczeń Spółka Akcyjna
Komisja Śledcza do zbadania prawidłowości prywatyzacji Powszechnego Zakładu Ubezpieczeń Spółka Akcyjna – powołana 6 stycznia 2005 roku sejmowa komisja śledcza do zbadania okoliczności prywatyzacji PZU.
Najistotniejszym zagadnieniem dla komisji było zbadanie prywatyzacji przeprowadzonej w 1999 roku oraz zawartego w 2001 roku aneksu do umowy prywatyzacyjnej. Wniosek o powołanie komisji złożyły kluby SLD i Samoobrony, a poparły go wszystkie ugrupowania reprezentowane w Sejmie RP. Za powołaniem komisji głosowało 411 posłów, przeciwko był jeden poseł, Konstanty Miodowicz, a wstrzymało się dwóch. Początkowo ustalono, że w skład komisji wejdzie jedenastu posłów, a następnie zmniejszono ich liczbę do dziesięciu. Była to trzecia komisja śledcza powołana w historii Sejmu III RP.

## Skład komisji

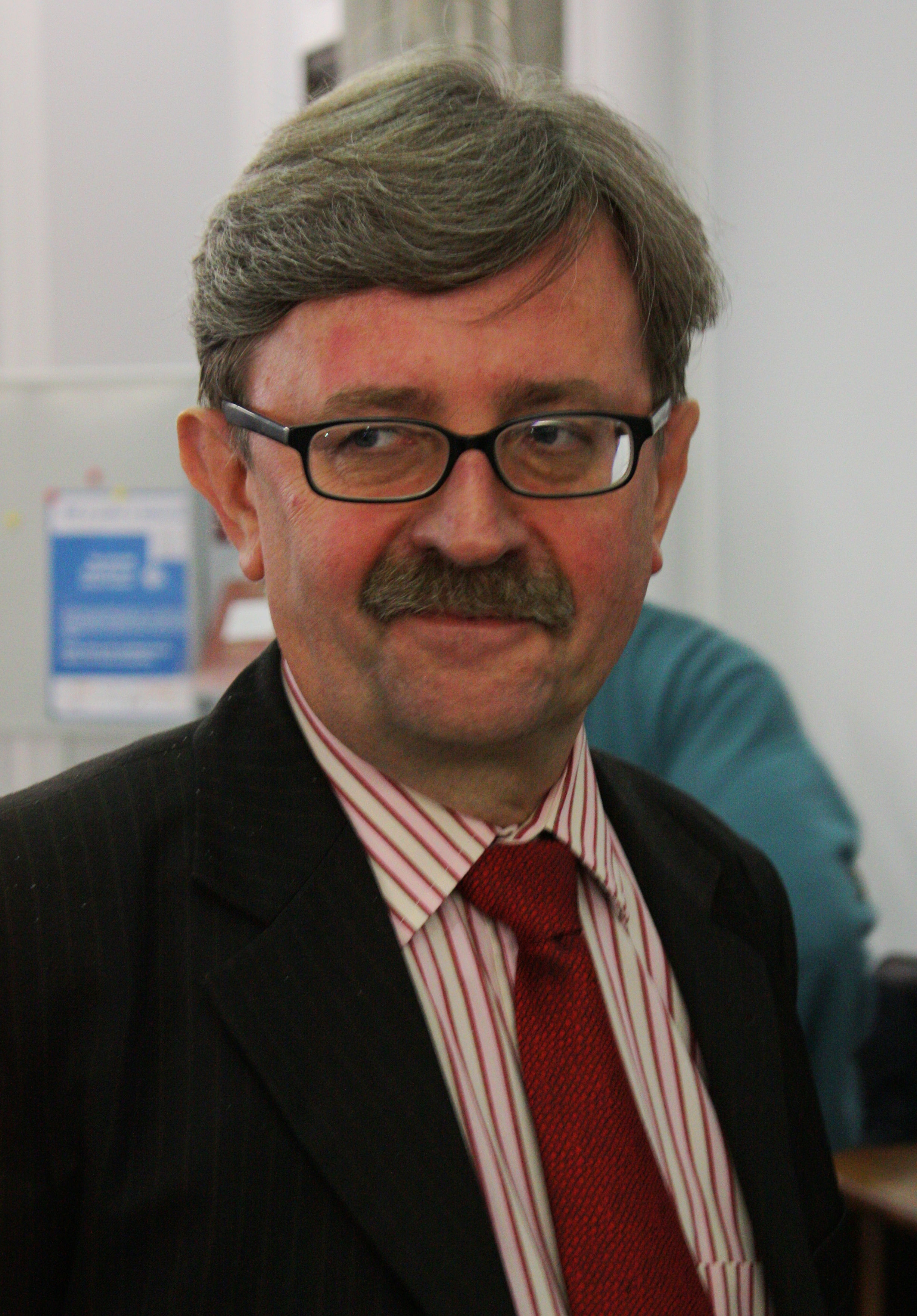
Janusz Dobrosz, przewodniczący komisji

19 stycznia 2005 Prezydium Sejmu RP nie zgodziło się, by przewodniczący Samoobrony Andrzej Lepper kandydował do komisji. Samoobrona postanowiła nie wystawiać innego kandydata. W związku z tym Sejm podjął decyzję o zmniejszeniu liczby członków komisji do dziesięciu.
Skład komisji został ustalony 21 stycznia 2005, weszli do niej:
- Przewodniczący:
  - Janusz Dobrosz (LPR)
- Wiceprzewodniczący:
  - Jerzy Czepułkowski (SLD)
  - Jan Bury (PSL)
  - Marek Pol (UP)
- Członkowie:
  - Przemysław Gosiewski (PiS)
  - Cezary Grabarczyk (PO)
  - Ryszard Tomczyk (SLD)
  - Ryszard Zbrzyzny (SLD)
  - Bogdan Lewandowski (SdPl)
  - Ewa Kantor (Dom Ojczysty)